# Općinska nogometna liga Zadar 1989./90.
Općinska nogometna liga Zadar je bila liga šestog stupnja nogometnog prvenstva Jugoslavije u sezoni 1989./90. 

Sudjelovalo je deset klubova, a prvak je bila momčad  "Raštana" iz Gornjih Raštana.

## Ljestvica
| mj. | klub                          | ut. | pob. | ner.  | por. | gol+ | gol- | bod |
| --- | ----------------------------- | --- | ---- | ----- | ---- | ---- | ---- | --- |
| 1.  | Raštane (Gornje Raštane)      | 18  | 13   | 1 (1) | 4    | 40   | 23   | 27  |
| 2.  | Nova Zora Sveti Filip i Jakov |     |      |       |      |      |      |     |
| 3.  | Sabunjar Privlaka             |     |      |       |      |      |      |     |
| 4.  | Zlatna luka Sukošan           |     |      |       |      |      |      |     |
| 5.  | Zemunik (Zemunik Donji)       |     |      |       |      |      |      |     |
| 6.  | NOŠK Novigrad                 |     |      |       |      |      |      |     |
| 7.  | Rudar Obrovac                 |     |      |       |      |      |      |     |
| 8.  | Lasta Donje Biljane           |     |      |       |      |      |      |     |
| 9.  | Polača                        |     |      |       |      |      |      |     |
| 10. | Borac Smilčić                 |     |      |       |      |      |      |     |

## Rezultatska križaljka
| kratica | klub                          | BOR | LAS | NOŠK | NOVZ | POL | RAŠ            | RUD | SAB | ZEM | ZLL |
| --- | ----------------------------- | --- | --- | ---- | ---- | --- | -------------- | --- | --- | --- | --- |
| BOR | Borac Smilčić                 |     |     |      |      |     | 4:6            |     |     |     |     |
| LAS | Lasta Donje Biljane           |     |     |      |      |     | 1:2            |     |     |     |     |
| NOŠK | NOŠK Novigrad                 |     |     |      |      |     | 0:0 (0:3 11 m) |     |     |     |     |
| NOVZ | Nova Zora Sveti Filip i Jakov |     |     |      |      |     | 1:2            |     |     |     |     |
| POL | Polača                        |     |     |      |      |     | 1:2            |     |     |     |     |
| RAŠ | Raštane (Gornje Raštane)      | 2:0 | 5:0 | 2:1  | 3:4  | 3:1 |                | 2:1 | 2:0 | 2:0 | 4:1 |
| RUD | Rudar Obrovac                 |     |     |      |      |     | 0:2            |     |     |     |     |
| SAB | Sabunjar Privlaka             |     |     |      |      |     | 2:0            |     |     |     |     |
| ZEM | Zemunik (Zemunik Donji)       |     |     |      |      |     | 2:2 p, 3:0 pf  |     |     |     |     |
| ZLL | Zlatna luka Sukošan           |     |     |      |      |     | 3:1            |     |     |     |     |
| |                               |     |     |      |      |     |                |     |     |     |     |
| podebljan rezultat - utakmice od 1. do 9. kola (1. utakmica između klubova) rezultat normalne debljine - utakmice od 10. do 18. kola (2. utakmica između klubova) rezultat nakošen - nije vidljiv redoslijed odigravanja međusobnih utakmica iz dostupnih izvora rezultat nakošen i smanjen * - iz dostupnih izvora nije uočljiv domaćin susreta prekrižen rezultat - poništena ili brisana utakmica p - utakmica prekinuta 3:0 p.f. / 0:3 p.f. - rezultat 3:0 bez borbe n.i. - nije igrano (_:_ 11 m) - rezultat u raspucavanju jedanaesteraca u slučaju neriješenog rezultata |                               |     |     |      |      |     |                |     |     |     |     |

 Izvori:

## Unutarnje poveznice
- Dalmatinska liga – Sjeverna skupina 189./90.